# 羅穆盧斯冰川
68°23′S 66°55′W / 68.383°S 66.917°W
羅穆盧斯冰川（英語：Romulus Glacier）是南極洲的冰川，位於葛拉漢地的法利埃海岸，長13公里、寬3.7公里，流經盧帕山北坡，最終在布萊克沃爾山脈和黑拇指山之間注入瑞米爾灣。